# Lo stato canaglia
Lo stato canaglia è un libro di Piero Ostellino. 
Edito da Rizzoli nel 2009. Il sottotitolo "Come la cattiva politica continua a soffocare l'Italia" anticipa il contenuto che colleziona una serie di temi che l'autore individua come centrali per la modernizzazione del Paese e la liberazione dall'attuale paralisi.